# Kosuke Kimura
Ne doit pas être confondu avec Kimura Kosuke.
Kosuke Kimura (木村光佑, Kimura Kōsuke), né le 14 mai 1984 à Kobe au Japon, est un footballeur japonais qui joue au poste de défenseur.

## Palmarès
- Rapids du Colorado
  - Coupe MLS en 2010

- Red Bulls de New York
  - MLS Supporters' Shield en 2013

## Statistiques
| Saison                | Club                  | Championnat           | Championnat | Championnat | Coupe(s) nationale(s) | Coupe(s) nationale(s) | Compétition(s) continentale(s) | Compétition(s) continentale(s) | Compétition(s) continentale(s) | Total | Total |
| Saison                | Club                  | Division              | M.          | B.          | M.                    | B.                    | Comp.                          | M.                             | B.                             | M.    | B.    |
| 2007                  | Colorado Rapids       | MLS                   | 4           | 0           | -                     | -                     | -                              | -                              | -                              | 4     | 0     |
| 2008                  | Colorado Rapids       | MLS                   | 18          | 0           | -                     | -                     | -                              | -                              | -                              | 18    | 0     |
| 2009                  | Colorado Rapids       | MLS                   | 26          | 2           | 2                     | 0                     | -                              | -                              | -                              | 28    | 2     |
| 2010                  | Colorado Rapids       | MLS                   | 23          | 0           | 5                     | 1                     | -                              | -                              | -                              | 28    | 1     |
| 2011                  | Colorado Rapids       | MLS                   | 34          | 1           | 2                     | 0                     | LCC                            | 4                              | 0                              | 40    | 1     |
| 2012                  | Colorado Rapids       | MLS                   | 12          | 1           | 2                     | 0                     | -                              | -                              | -                              | 14    | 1     |
| 2012                  | Portland Timbers      | MLS                   | 17          | 1           | -                     | -                     | -                              | -                              | -                              | 17    | 1     |
| 2013                  | New York Red Bulls    | MLS                   | 24          | 0           | 1                     | 0                     | -                              | -                              | -                              | 25    | 0     |
| 2014                  | New York Red Bulls    | MLS                   | 13          | 0           | -                     | -                     | LCC                            | 2                              | 0                              | 15    | 0     |
| 2014-2015             | Widzew Łódź           | I liga                | 12          | 0           | 0                     | 0                     | -                              | -                              | -                              | 12    | 0     |
| 2015                  | Atlanta Silverbacks   | NASL                  | 19          | 0           | 0                     | 0                     | -                              | -                              | -                              | 19    | 0     |
| 2016                  | Rayo OKC              | NASL                  | 31          | 0           | 2                     | 0                     | -                              | -                              | -                              | 33    | 0     |
| Total sur la carrière | Total sur la carrière | Total sur la carrière | 231         | 5           | 14                    | 1                     | -                              | 6                              | 0                              | 251   | 6     |